# Badulfo de Ainay
Bladulfo de Ainay (f. Abadía de Ainay, c. 850) fue un religioso francés, abad de Ainay, en Lyon. Es considerado santo por la Iglesia católica y su memoria litúrgica se celebra el 19 de agosto.

## Culto
Sus restos reposan en la Basílica de Saint-Martin d'Ainay, en Lyon, Francia, donde estaba erigido antiguamente el monasterio del que fue abad. Allí también reposan los estos de Ireneo, obispo de Lyon, y otros 47 mártires cristianos.